# Юраково (Рязанская область)
Юраково — село в Кораблинском районе Рязанской области. Входит в состав Молвинослободского сельского поселения.
В селе проживает 70 постоянных жителей. Село находится на севере Кораблинского района.
Ближайшие населённые пункты: Ляпуновка, Хомут и Серебряный.
В Юраково находится храм Петра и Павла.
В окладных книгах 1676 года упоминается село Юраково с церковью «святых первоверховных апостолов Петра и Павла». 
Село Юраково принадлежало дворянам Муратовым, которым также принадлежало близлежащая деревня Ухорь. В Юраково также действовал винокуренный завод генерал-майора Муратова.
В атласе Менде 1850 года село упоминается как Муратово (Исаково).
В 1787 году Василием Савичем Перекусихиным начато строительство ныне существующего храма Петра и Павла. Храм был освящён в 1839 году.
В советские годы в сёлах Бестужево и Юраково был образован колхоз «Красный Октябрь». До 1938 года действовала церковь. 
В 1990-е годы колхоз развалился, многие жители уехали из села. Позже разорившийся колхоз «Красный Октябрь» вошёл в состав ООО «Родина».

## Население
| 1859 | 1897 | 1906 | 2010 |
| ---- | ---- | ---- | ---- |
| 477  | ↗563 | ↗576 | ↘83  |